# Jasenovo (Despotovac)
Jasenovo (em cirílico: Јасеново) é uma vila da Sérvia localizada no município de Despotovac, pertencente ao distrito de Pomoravlje, na região de Resava. A sua população era de 952 habitantes segundo o censo de 2011.

## Demografia
| 1948 | 1953 | 1961 | 1971 | 1981 | 1991 | 2002 | 2011 |
| ---- | ---- | ---- | ---- | ---- | ---- | ---- | ---- |
| 1646 | 1706 | 1786 | 1782 | 1814 | 1747 | 882  | 952  |